# 中村嘉宏
中村 嘉宏（なかむら よしひろ、1974年10月16日 - ）は、日本の漫画家。愛知県出身。成人向け漫画家としての別ペンネームに胃之上 奇嘉郎（いのうえ きよしろう）。同人サークル「ピリストローイカ」としても活動している。

## 来歴
1990年代半ばより、多数の成人向け漫画雑誌で、胃之上奇嘉郎名義での活動を開始。
2000年、エニックスの新創刊誌『コミックバウンド』において、ベストセラー小説『亡国のイージス』のコミカライズ連載を開始。これが中村嘉宏名義、かつ18禁でない一般漫画家としてのデビュー作になった。この作品は、『コミックバウンド』がわずか5号で廃刊となり、完結どころか単行本化すらされない幻の作品となってしまった。
しかしこの作品が、『亡国のイージス』の原作者である福井晴敏と交流があったアニメーション監督・富野由悠季の目に留まる。2002年、富野の手によりテレビアニメ『OVERMANキングゲイナー』のキャラクターデザイナーに抜擢される。中村と初めて会った際の富野の第一声は「君の絵には怨念がある」だったという。『キングゲイナー』のキャラクターデザインは、中村がキャラクターの裸身のスケッチを描き、その体つきに合わせて西村キヌが衣装をデザインし、更にそれを吉田健一がアニメ作画用にリファインするという分業体制が取られ、デザイン作業はこの3人で合宿を組んで行われた。
また、同じ2002年には、『コミックフラッパー』においてコミカライズ版『OVERMANキングゲイナー』の連載を開始。当初は2年程度で完結する予定だったが、長期休載などもあって足掛け6年にわたる長期連載となり、2008年にようやく完結した。絵柄は胃之上時代の真っ黒に描き込まれたものからはかなり変化し、下描きに近いあっさりした画風になっている。単行本の最終巻は当初の発売予定日から約16か月後に発売されるという異例の事態となった。
『キングゲイナー』完結以降は、再び胃之上名義で成人向け漫画家としての活動を再開している。

## 作品リスト

### 胃之上奇嘉郎名義
1. 『ブラックマーケット』 （1998年7月1日発売、松文館〈別冊エースファイブコミックス〉、ISBN 4-7901-0334-X）
2. 『OVER FLOW』 （1999年7月発売、ヒット出版社〈セラフィンコミックス〉、ISBN 4-89465-081-9）
3. 『NO MERCY』 （2002年3月発売、富士美出版〈富士美コミックス〉、ISBN 4-89421-471-7）
4. 『BLACK MARKET +PLUS』 （2008年9月27日発売、宙出版〈ミッシィコミックス〉、ISBN 978-4-77672-591-6）
5. 『奉仕委員のおしごと』[2] （2014年11月28日発売[3]、ワニマガジン社〈ワニマガジンコミックススペシャル〉、ISBN 978-4-86269-343-3） 
  - 『奉仕委員のおしごと DRAFT WORKS』 （2015年8月1日発売、ワニマガジン社） - 「快楽天20th&X-EROS2nd展」及びワニマガジン社ページ上で販売された小冊子。「日直のお仕事」「奉仕委員のおしごと」前後編の3編の下書き原稿が収録されている。

### 中村嘉宏名義
- 『漫画版亡国のイージス』 - 作画（2000年、原作・監修：福井晴敏、エニックス『コミックバウンド』）※単行本未刊行
- 『OVERMANキングゲイナー』 - キャラクターデザイン（2002年9月7日 - 2003年3月22日、原作：富野由悠季、サンライズ）
  - 『漫画版OVERMANキングゲイナー』 - 作画（2002年6月5日 - 2009年9月、メディアファクトリー『コミックフラッパー』、全7巻）
- 『メゾン・ド・アームズ バシレイオン』 - 挿絵（矢立文庫連載Web小説）

## 元アシスタント
- アントンシク